# Транспортная система университета Западной Виргинии в Моргантауне

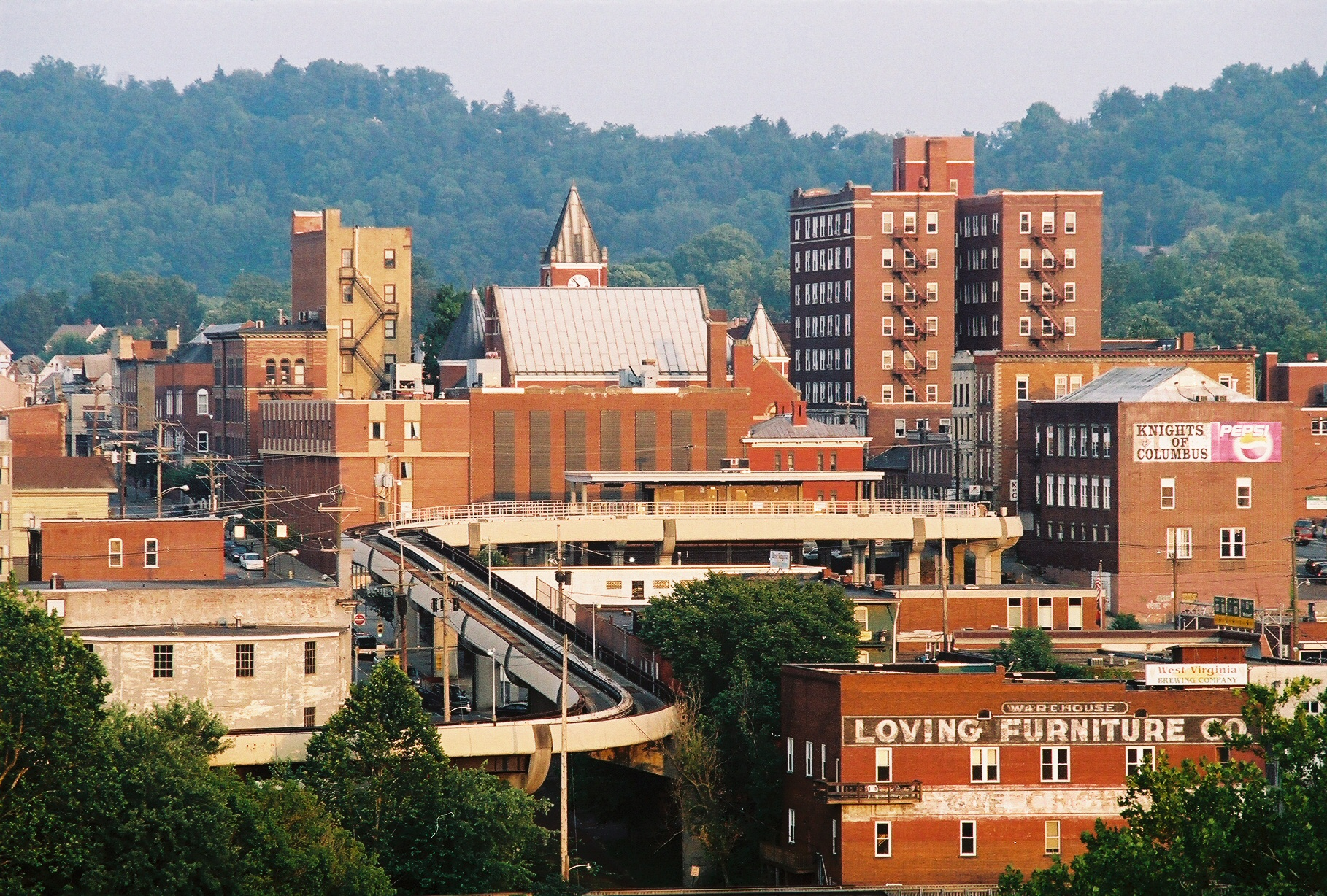
Эстакада и станция в центре города

Транспортная система университета Западной Виргинии в Моргантауне — эстакадная электрифицированная дорога (персональный автоматический транспорт, мувер), соединяющий разбросанные по городу университетские здания. Построена в два этапа в 1971—1975 и 1978—1979 как совместный эксперимент Департамента транспорта США и Boeing Vertol. Общая стоимость составила 126 млн долларов (в том числе НИОКР — 24 млн.).
Университет Западной Виргинии в Моргантауне разделён на три обособленных кампуса — один в центре города и два к северу от него. Транспортная связь университетских объектов стала одной из пяти программ строительства «персонального автоматического транспорта», реализованных в США в 1970-х годах.

## Описание системы
Общая длина системы — 5,8 км, она включает пять станций. Линия начинается в депо, к югу от центра города, выходит эстакадой на берег реки Мононгаила и следует по её берегу, вдоль старой железнодорожной линии, на северо-запад. 65 % линии проходит по эстакаде высотой около 6 м, 35 % по земле. Сделав петлю вокруг западного городка, дорога поворачивает на восток и достигает медицинского городка. Дорожное полотно представляет приподнятые над землёй железобетонные короба с единственным контактным рельсом (переменный ток, 575 В). Зимой короба отапливаются во избежание обледенения — оно не мешает движению вагонов, но удлиняет тормозной путь и вводит в заблуждение датчики при пробуксовке колёс.
Четырёхколёсные вагоны массой 4 тонны движутся в коробе на пневматических шинах; тяговые электродвигатели, приводящие задние оси, работают на постоянном токе от внутреннего выпрямителя. Средняя эксплуатационная скорость 22 км/ч, максимальная 50 км/ч. Вагоны движутся автоматически, без машиниста. Всего в парке 73 вагона, из них на линию одновременно выходит не более 55.
Современные американские стандарты не считают моргантаунскую систему «персональной», так как её вагоны достаточно вместительны: до 20 мест, в том числе 8 сидячих; в 2000 году был поставлен рекорд — в вагон набилось 97 человек.
Направляющие колёса вагона, отклонённые от диаметральной оси вагона на 0,5°, «отслеживают» внешний борт бетонного короба. И передние, и задние колёса вагона — управляемые (стре́лок в системе нет). Управление движением, остановкой и поворотами — полностью централизовано.
Станции имеют сложную конфигурацию, позволяющие и оборачивать поезда (для этого над основными путями выполняются два разворотных полукольца), и пропускать поезда-экспрессы без остановки (по отдельному, нижнему, пути), таким образом, на одной станции возможны трёхуровневые развязки. Пассажиры сами выбирают — следует ли останавливаться на ближайшей станции или следовать экспрессом.

## Особенности эксплуатации
Вплоть до 1998 года система использовала управляющий компьютер, поставленный в 1971 году (PDP-11). Его заменили только по причине полного отсутствия комплектующих (на Intel Pentium).
Во время учебных семестров система работает по будним дням с 6:30 до 22:15, по субботам с 9:30 до 17:00. Средний дневной поток пассажиров — 15 000 (рекорд — 31 280, 31 августа 2006). Проезд для студентов бесплатный, для всех остальных — 50 центов. При этом себестоимость перевозок, которые обслуживают 64 сотрудника ещё в 1995 году составляла 1.27 долларов за поездку.
В 2006 году система выходила из строя 259 раз, время простоя составило всего 66 часов (из 3640 рабочих). 159 из 259 поломок были связаны с неисправностями вагонов.